# Ashok Kumar
Ashok Kumar, född den 1 juni 1950 i Jhansi, Indien, är en indisk landhockeyspelare.
Han tog OS-brons i herrarnas landhockeyturnering i samband med de olympiska sommarspelen 1972 i München.